# Крістоф Морітц
Крістоф Морітц (нім. Christoph Moritz, нар. 27 січня 1990, Дюрен) — німецький футболіст, півзахисник клубу «Майнц 05».

## Клубна кар'єра
Народився 27 січня 1990 року в місті Дюрен. Вихованець юнацьких команд футбольних клубів «Вікторія» (Арнольдсвайлер) та «Алеманія» (Аахен).
У дорослому футболі дебютував 2008 року виступами за «Алеманію», проте виступав виключно за другу команду.
До складу клубу «Шальке 04» приєднався в липні 2009 року, де також на перших порах грав за другу команду, але поступово пробився до основного складу. Всього за клуб з Гельзенкірхена за три сезони провів 53 матчі в національному чемпіонаті, вигравши за цей час з командою  кубок та суперкубок Німеччини.
По завершенні сезону 2012/13 на правах вільного агента перейшов у «Майнц 05».

## Виступи за збірну
З 2009 року залучався до складу молодіжної збірної Німеччини. В її складі 2013 року брав участь у молодіжному чемпіонаті Європи в Ізраїлі. Всього на молодіжному рівні зіграв у 10 офіційних матчах, забив 1 гол.

## Титули і досягнення
- Володар Кубка Німеччини (1):

«Шальке 04»: 2010-11
- Володар Суперкубка Німеччини (1):

«Шальке 04»: 2011